# Underliggande inflation
Underliggande inflation syftar på del av prisökningen som enbart beror på makroekonomiska faktorer. Med andra ord KPI rensat från tillfälliga effekter och utländska impulser. Riksbanken mäter den underliggande inflationen med indexet KPIX (tidigare UND1X)